# اس‌ام‌اس لوسین
اس‌ام‌اس لوسین (به انگلیسی: SMS Lussin) یک کشتی بود که طول آن ۲۶۲ فوت (۸۰ متر) بود. این کشتی در سال ۱۸۸۳ ساخته شد.